# Notfallseelsorge

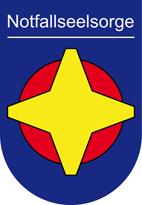
Logo der Notfallseelsorge

Notfallseelsorge (auch Notfallbegleitung) ist psychosoziale und seelsorgerliche Krisenintervention, die vor allem von Mitarbeitenden der Kirchen und christlichen Organisationen getragen wird. Die Kriseninterventionsteams der Hilfsorganisationen arbeiten mit der Notfallseelsorge zusammen. Sie ist Teil der organisierten psychosozialen Notfallversorgung (PSNV). Sie ist darauf ausgerichtet, Opfer, Angehörige, Beteiligte und Helfer von Notfällen (Unfall, Großschadenslagen usw.) in der akuten Krisensituation zu beraten und zu stützen. Auch Hilfe nach häuslichen traumatischen Ereignissen, wie nach erfolgloser Reanimation, plötzlichem Kindstod und Suizid, sowie Begleitung der Polizei bei der Überbringung von Todesnachrichten gehört zum Einsatzspektrum der Notfallseelsorge. Anders als etwa die Telefonseelsorge gehen die Notfallseelsorger direkt zum Ort des Geschehens. Die Alarmierung der Notfallseelsorge erfolgt zumeist über die Leitstellen der Rettungsdienste, Polizei oder Feuerwehr. Notfallseelsorge ist Erste Hilfe für die Seele und somit Grundbestandteil des kirchlichen Seelsorgeauftrags.

## Organisation der Dienstleistung

### Allgemeines

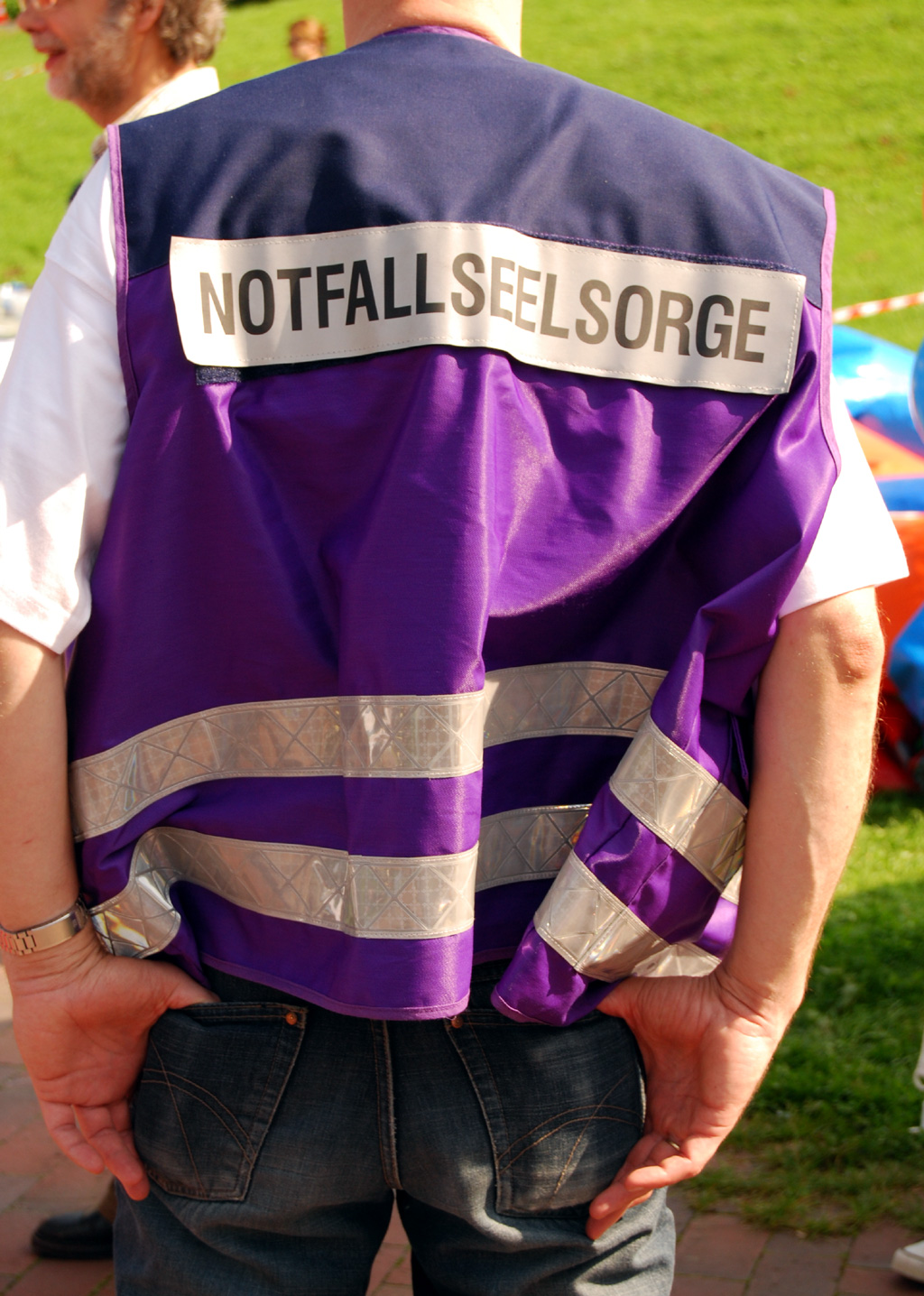
Notfallseelsorger auf einer großen Veranstaltung

Grundlage der Notfallseelsorge ist das christliche Welt- und Menschenbild. Dabei steht der Dienst der Notfallseelsorge allen Menschen ungeachtet ihrer Weltanschauung und Religion zur Verfügung.
Systeme der Notfallseelsorge existieren in praktisch allen evangelischen und katholischen Kirchen in Deutschland, der Schweiz und Österreich. Notfallseelsorge wird meist ehrenamtlich neben dem eigentlichen Dienstauftrag von hauptamtlichen Seelsorgern durchgeführt, aber es gibt zunehmend auch ehrenamtliche Seelsorger, die hier mit anderen beruflichen Hintergründen mitarbeiten.
Der Dienst wird von Seelsorgern mit einer Zusatzausbildung in Notfallseelsorge geleistet. Die kirchlichen Notfallseelsorge-Systeme organisieren sich in Deutschland unterschiedlich in den einzelnen Bundesländern, Landeskirchen bzw. Bistümern und auf der Bundesebene. Es gibt in Deutschland rund 250 Notfallseelsorgegruppen. In den allermeisten katholischen Bistümern gibt es Diözesanreferenten oder Bischöfliche Beauftragte für Notfallseelsorge. Die Deutsche Bischofskonferenz lädt zur Jahrestagung und zu Fortbildungsveranstaltungen ein. Auch in den evangelischen Landeskirchen gibt es besondere Beauftragte für Notfallseelsorge auf den verschiedenen Ebenen und Fortbildungsangebote. Sie sind seit 1997 in der Konferenz Evangelische Notfallseelsorge in der EKD (KEN) zusammengeschlossen.
Schwerpunkte der Notfallseelsorge sind Ansprache und Beistand, einfaches Da-Sein und die Aufmerksamkeit für die Angehörigen bzw. mitbetroffenen Personen, aber auch der Einsatzkräfte, sowie die Aktivierung des sozialen Umfeldes/Netzes und das Angebot religiöser Betreuung. Dazu gehört auch die Gestaltung von Ritualen, wie zum Beispiel Aussegnungen. Sie arbeitet grundsätzlich ökumenisch. Unterstützt wird die Arbeit der Notfallseelsorge durch Kriseninterventionsteams, z. B. des Arbeiter-Samariter-Bunds oder der Johanniter-Unfall-Hilfe e. V. und durch den Dienst Psychosoziale Unterstützung des Malteser Hilfsdienstes e. V., der zwei Unterstützungssysteme für Betroffene und Angehörige anbietet: Krisenintervention (KIT) und Notfallseelsorge (NFS), wobei NFS auf einem rein christlichen Selbstverständnis basiert und KIT auf medizinisch psychologischen Gesichtspunkten.

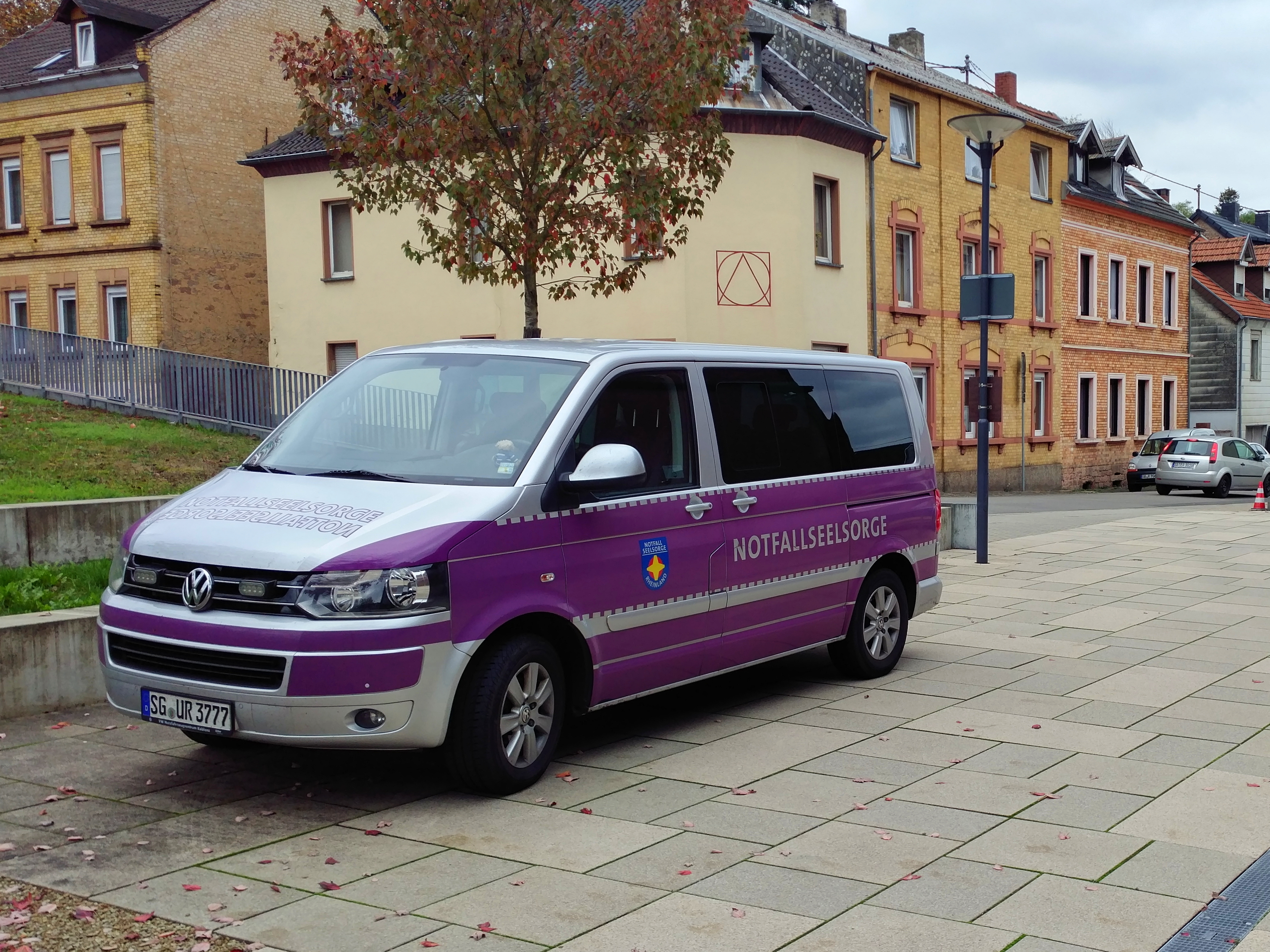
Einsatzfahrzeug der Notfallseelsorge im Westen Deutschlands

Häufig betreiben Initiativen der Notfallseelsorge auch die Seelsorge für Einsatzkräfte. Diese richtet sich an die bei einem Notfall beteiligten Einsatzkräfte, hierzu gehört auch die langfristig ausgelegte und kontinuierliche Betreuung von Helfern im Sinne der Stressbearbeitung nach belastenden Ereignissen (SbE) oder Critical Incident Stress Management (CISM).
Beide Aufgabenbereiche haben ein gemeinsames Ziel: Die Vermeidung einer posttraumatischen Belastungsstörung (PTBS; engl. PTSD für: posttraumatic stress disorder). Allerdings machen die beiden unterschiedlichen Zielgruppen durch ihre unterschiedliche Verarbeitung des Notfall-Einsatz-Geschehens eine unterschiedliche Herangehensweise nötig.
Das Konzept der Notfallseelsorge in der Schweiz hat in erster Priorität die Betreuung der Betroffenen zum Ziel, ist „Hilfe für die Seele“ in den ersten Stunden. Seelsorgerliches Handeln (oder weitere psychologische Betreuung) folgt später und ist nicht primär die Aufgabe der Notfallseelsorger am Ort des Geschehens. Die Arbeitsgemeinschaft Notfallseelsorge Schweiz (AG NFS CH) bietet Notfallhilfe nach dem Modell SAFER an:
- Stabilisierung und Sicherheit
- Anerkennung der Krise
- Förderung des Verstehens
- Ermutigung zur Bewältigung
- Rückführung in die Eigenständigkeit

### Prinzipien der Notfallseelsorge
Zippert nennt fünf Prinzipien der Notfallseelsorge:
1. Kooperation: Kirchen, Feuerwehr und Rettungsdienst arbeiten zusammen, sollten mit den grundlegenden Arbeitsweisen der anderen Organisationen vertraut sein und Vorurteile abbauen.
2. Kollegialität und Regionalität: Eine flächendeckende Rufbereitschaft sollte durch ein regionales Netz aus Kollegen sichergestellt werden, um Erreichbarkeit zu garantieren.
3. Gemeindebezogenheit und Ökumenizität: Die Ortsgeistlichen sollten nach Möglichkeit erreicht werden, um zum Einsatz zu fahren, weil sie das soziale Netz kennen. Falls niemand erreicht wird, fährt der Notfallseelsorger selbst und benachrichtigt den Ortsgeistlichen im Nachhinein. Falls die Betroffenen einer anderen Kirche oder Religion angehören, ist der entsprechende zuständige Geistliche zu kontaktieren. Falls niemand zu erreichen ist, kann die andere Religion zwar nicht vertreten, aber menschlicher Beistand geleistet werden.
4. Freiwilligkeit: Die Zusatzqualifikation, die notwendig ist, kann nicht allen Pfarrpersonen – schon gar nicht gegen ihren Willen – zugemutet werden. Daher plädiert Zippert dafür, dass man aus eigener Motivation Notfallseelsorge betreibt.
5. Professionalität: Fortbildungen, Erfahrung, Qualitätssicherung und Supervision gehören zu einer gelingenden Notfallseelsorge.

## Indikationen für den Einsatz der Notfallseelsorge

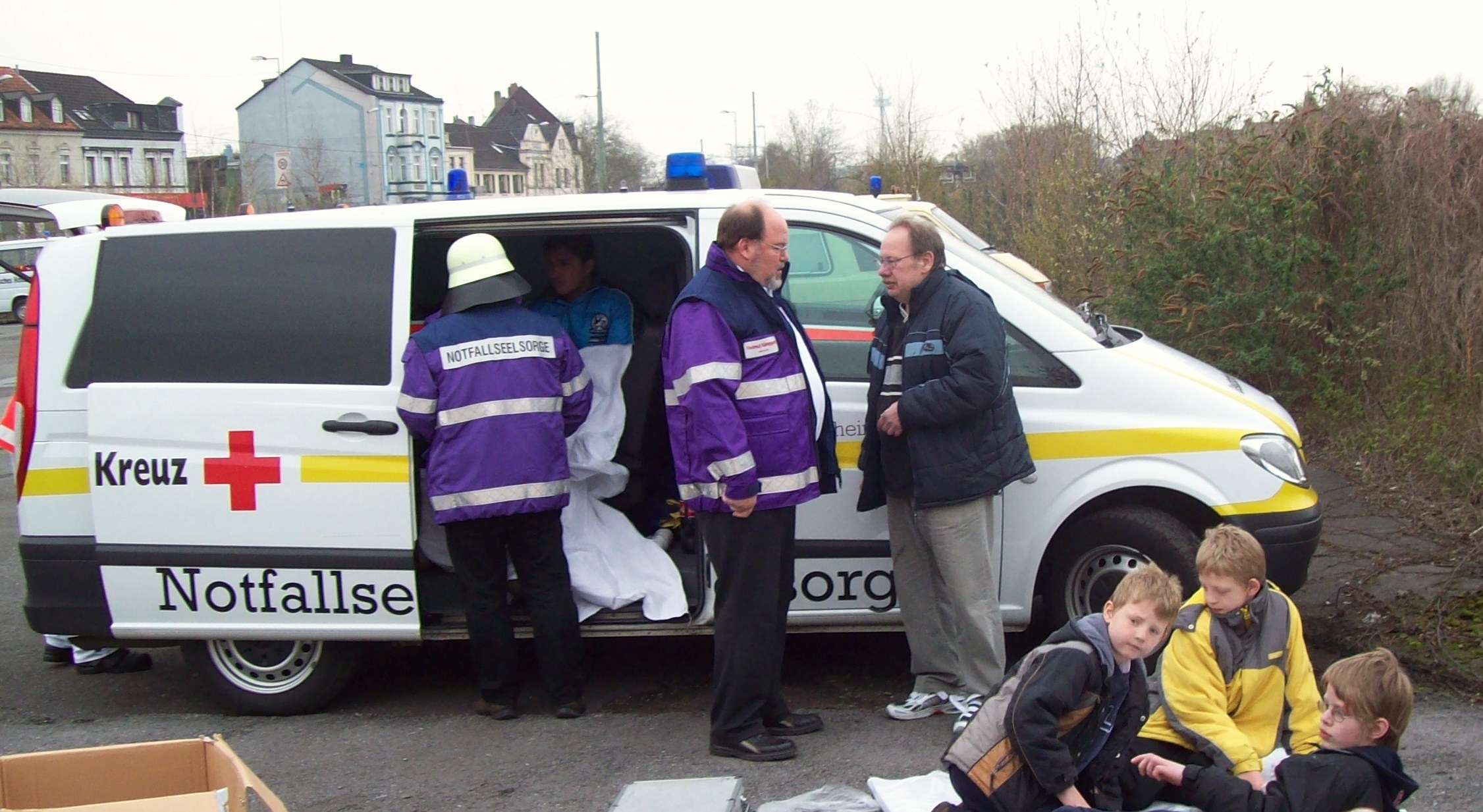
Notfallseelsorger im Einsatz auf einer Übung

Indikationen für den Einsatz der Notfallseelsorge sind unter anderem:
- erfolglose Reanimation/Tod[9] im häuslichen Bereich
- Überbringen von Todesnachrichten mit der Polizei
- Verkehrsunfall (auch im öffentlichen Nahverkehr) oder andere Unfälle
- Plötzlicher Kindstod oder andere Todesfälle bzw. schwere Verletzungen von Kindern[10]
- Gewaltverbrechen
- Suizid oder Suizidversuch (Talk-down) oder Einsätze infolge von bereits ausgeführtem Suizid[11]
- Großschadensfälle (z. B. MANV oder GAU)
- Evakuierung nach Brand oder Explosion
- Betreuung von Angehörigen (evtl. bei späterem Besuch des Unglücksorts), Helfern bzw. Zeugen nach einem Unglück (siehe auch Psychosoziale Notfallversorgung); Betreuung von betroffenen Institutionen, Gedenkfeiern

### Beispiel: Überbringen von Todesnachrichten
Bianca van der Heyden thematisiert die verschiedenen spezifischen Aspekte, die zur Überbringung der Todesnachricht als notfallseelsorgerliche Aufgabe gehören. Ziel der Notfallseelsorge ist es, sicherzustellen, dass die betroffene Person den Tod begreift und erfährt, dass sie nicht allein gelassen ist. Die Polizei überbringt kraft ihres öffentlichen Amts die Nachricht und verbürgt den Wahrheitsgehalt derselben. Die Polizei hat am ehesten professionellen Zugang zu Informationen über die Situation und die Tatsächlichkeit des Todes. Die Polizei erwartet von Notfallseelsorgenden, dass sie mit den Grundzügen polizeilicher Abläufe vertraut sind und die Polizeibeamten entlasten. Für die Polizei ist es gut zu wissen, dass jemand da bleiben kann, auch wenn sie gehen muss.
Es können drei Phasen unterschieden werden:
1. Vorbereitung der Überbringung
2. In der Wohnung
3. Nachbereitung

1. Vorbereitung der Überbringung
Es beginnt mit der Alarmierung der Notfallseelsorge, die recht zeitnah erfolgt. Damit soll verhindert werden, dass die Angehörigen auf anderen Wegen (z. B. Medien) von dem Todesfall Nachricht bekommen. Ein Treffen von Notfallseelsorgenden und Polizisten auf der Wache hat sich bewährt, um vorab Informationen auszutauschen und sich abzusprechen. Voraussetzung der Überbringung ist die Klärung der W-Fragen (Wer? Wo? Wann? Wie?) mit absoluter Sicherheit. Es kann abgesprochen werden, wer welche Teile des Gesprächs übernimmt – abgesehen von der eigentlichen Überbringung, die unverhandelbar Aufgabe der Polizei ist.
Trotz gemeinsamer Hinfahrt empfiehlt sich die Anreise in verschiedenen Autos, damit Nofallseelsorgende unabhängig von der Polizei gegebenenfalls länger bleiben können. Die Autos sollten am besten unauffällig geparkt werden, dass sie nicht direkt von den Betroffenen schon wahrgenommen werden (z. B. um die Ecke). Auch die Dienstjacke sollte beim Hinweg eher in der Hand gehalten statt getragen werden. Die Handys sind auf lautlos zu stellen, da diese Geräusche nicht gut ankommen.
Bevor geklingelt wird, sollte man aufeinander warten, da die Überbrückung der Zeit von Überbringung bis zum Eintreffen der anderen Person nicht unproblematisch sein kann. Als Gesichtsausdruck ist Lächeln fehl am Platz. Tür, Hausflur und Sprechanlagen sind keine geeigneten Orte zum Überbringen. Falls der entsprechende Angehörige nicht anzutreffen ist, darf die Nachricht weder an minderjährige Kinder noch an Nachbarn überbracht werden.
2. In der Wohnung
In der Wohnung ist die Situation wachsam wahrzunehmen. Wenn Kinder da sind, sollte die Frage geklärt werden, wer sie jetzt betreut. Denn schon für Erwachsene handelt es sich um eine Extremsituation. Es ist Aufgabe der Eltern, Kindern die Nachricht zu vermitteln. Die Nachricht sollte im Sitzen überbracht werden, denn wer sitzt, kann weniger gefährlich fallen.
Ohne Umschweife, ohne Rätselraten und in disziplinierter Klarheit hat die Polizei die Todesnachricht auszusprechen. Die Worte müssen dann so stehengelassen werden, um sie wirken zu lassen.
Mitmenschliches Aushalten ist nun geboten. Jeder Funke von Hoffnung wird überinterpretiert, weswegen das Wort „tot“ klar fallen sollte und von der Person in der Vergangenheitsform geredet werden soll. Das Motto ist „Reagieren statt Agieren“: Man überfrachtet nicht mit Informationen, sondern antwortet höchstens knapp und präzise auf Fragen.
Die Schuldfrage sollte nicht selbst ins Spiel gebracht werden, aber wenn direkt danach gefragt wird, so gilt es, in ethischer Verantwortung ehrlich zu sein, anstatt mit uneindeutigen Aussagen diffuse Gefühle zu hinterlassen.
Um aus der Passivität herauszukommen, ist es wichtig, zu eigenständigen Handlungen anzuregen, und sei es nur, ein Glas Wasser zu servieren. Bei körperlichen Schock-Symptomen ist der Arzt lieber einmal mehr als einmal zu wenig zu alarmieren. Wenn sich Personen entfernen, ist darauf zu achten, dass sie keine suizidale Kurzschlusshandlung vollziehen.
Der nächste Schritt ist die Entwicklung erster Perspektiven darüber, wer noch informiert werden muss (Angehörige, Bestatter, …), welche Dinge konkret zu tun sind und wer eine weitere Begleitung aus dem Freundes- oder Verwandtenkreis übernehmen kann. Der Einsatz sollte keinesfalls abrupt abgebrochen werden, sondern nur dann, wenn keine Fragen mehr im Raume stehen und die persönliche Visitenkarte sowie die Durchwahl der sachbearbeitenden Dienststelle hinterlassen wurde.
3. Nachbereitung
Der Austausch mit der Polizei ist hilfreich für Feedback, den Raum für Gefühle und die Reflexion dessen, was gut oder nicht so gelungen war. Eine anschließende Pause zur Entspannung ist im Sinne von Professionalität wichtig für den Erhalt der eigenen Gesundheit.

### Beispiel: Verkehrsunfall

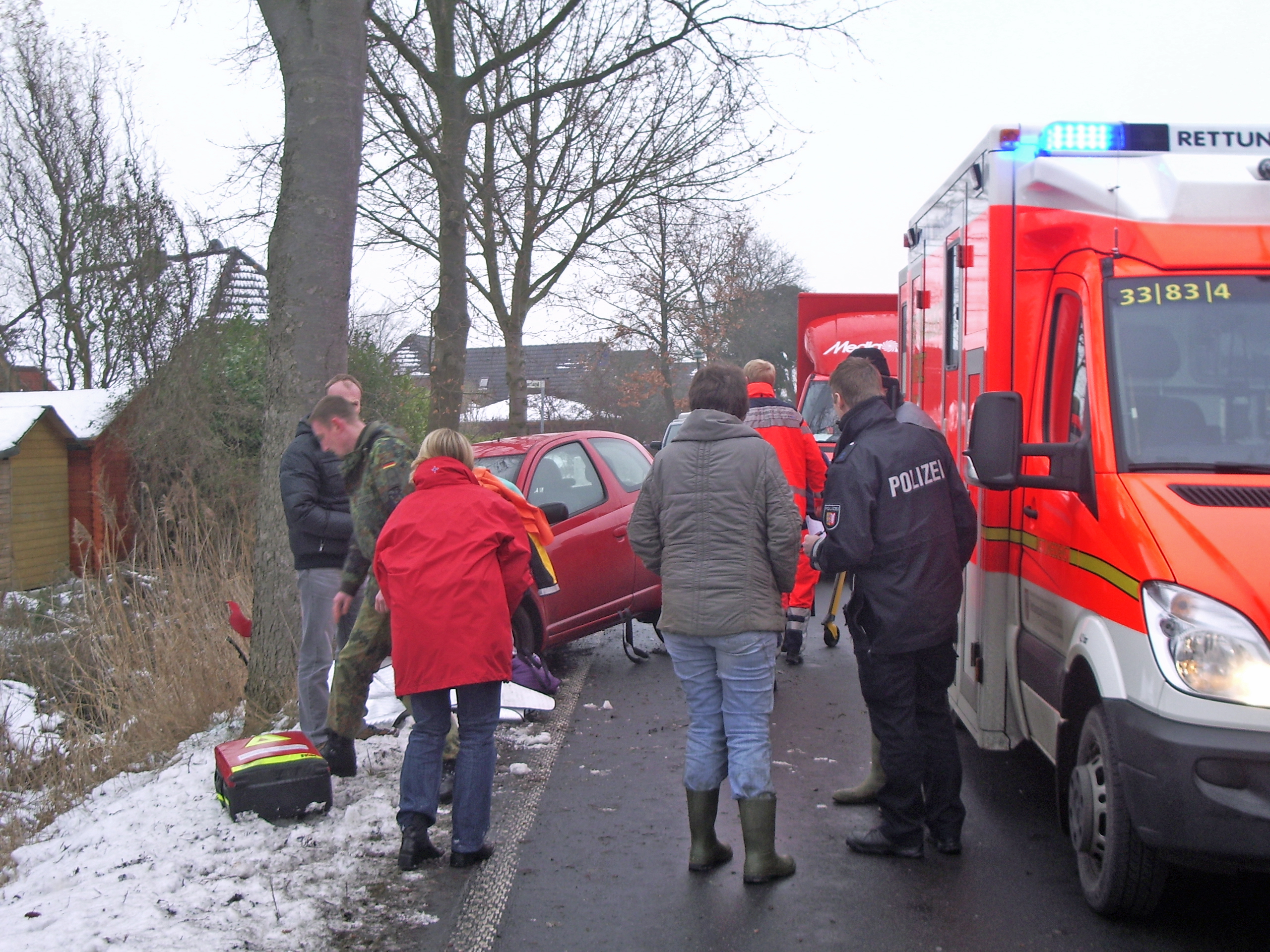
Verkehrsunfall

Joachim Müller-Lange beobachtet das Problem, dass die Notfallseelsorge nicht immer frühzeitig zur Unfallstelle gerufen wird, weil der seelsorgerliche Bedarf unterschätzt werde. Daher sei noch viel Überzeugungsarbeit notwendig.
Der rettungsdienstliche Blick richtet sich auf die Patienten, der polizeiliche auf Verursacher, Beteiligte und Zeugen, aber die Ersthelfer oder vorbeikommende Verkehrsteilnehmer kommen nicht in den Blick. Der Kreis zu betreuender Personen ist größer als man denkt. Auch Personen, die den Unfall „nur“ gesehen haben, können in ihrer Fahrtüchtigkeit erheblich eingeschränkt sein. Dadurch steigt das Risiko für Folgeunfälle.
Während die Polizei den schuldigen Verursacher von den unschuldig Verstrickten unterscheidet, darf aus seelsorgerlicher Perspektive nicht vergessen werden, dass auch „Täter“ zu „Opfern“ werden können, z. B. wenn ein alkoholisierter Verursacher (gegen den die Ersthelfer starke Gefühle entwickeln können) die Folgen seines Verhaltens realisiert. Bilder und Geräusche, die hängen bleiben und sich immer wieder aufdrängen, können von der Vermeidung des Unfallorts bis hin zum Suizidwunsch auch einen Unfallverursacher nachhaltig prägen.
Müller-Lange zieht neun Folgen für die Notfallseelsorge, die sich in Ankommen (1–2), Begleiten (3–7) und Nachbereiten (8–9) gliedern lassen:
Ankommen
1. Erkennbarkeit: Dienstjacke (oder zumindest eine Armbinde mit dem Zeichen der Notfallseelsorge) und Dienstausweis sind wichtig, besonders wenn die Einsatzkräfte die Seelsorgenden nicht kennen.
2. Einweisung: Mit einer zielgerichteten Frage nach Ersthelfern, Zeugen oder Unfallbeteiligten erleichtert man den Einstieg in die Situation, in der die Zuständigen vom Rettungsdienst nicht immer den Kopf zum Nachdenken frei haben. Vom Einsatzleiter lässt man sich schnellstmöglich einweisen und verschafft sich einen Überblick.

Begleiten
1. Prioritäten: Erst die „Opfer“/Verstrickten, dann „Täter“ (Unfallverursachende).
2. Verletzte trösten: Notfallseelsorgende dürfen nicht im Weg sein und sich selbst nicht auch noch gefährden. Wenn das sichergestellt ist und die Rettungsarbeiten länger anhalten, kann man bei Patienten, die bei Bewusstsein sind, offen dafür sein, ob sie bei Todesangst noch jemandem etwas übermitteln wollen. Diese Nachricht in guten Händen zu wissen, kann zur Beruhigung beitragen. Bei Fragen von Verletzten zu ihrem Zustand ist bei der Wahrheit zu bleiben und nicht zu bagatellisieren. Im Idealfall ist eine Einsatzkraft herbeizuholen, wenn man selbst Verletzte verlässt, um sich um andere zu kümmern.
3. Deeskalieren: Bei der Bildung von Unfallparteien, die mit gegenseitigen Schuldvorwürfen und Aggressionen einander gegenüberstehen, ist der Hinweis hilfreich, dass wohl niemand den Schaden gewollt hat. Auch eine räumliche Trennung ist nützlich, vor allem damit die Polizei besser Zeugenaussagen aufnehmen kann.
4. Beteiligen: Eine ruhigere Person aus einer Unfallpartei kann damit beauftragt werden, sich um die verständliche Erregtheit des anderen zu kümmern, was von der „Gegenpartei“ ablenkt.
5. Aussegnung von Verstorbenen: Wenn eine Person noch vor Ort stirbt, sollten Angehörige oder Nahestehende die Möglichkeit bekommen, Abschied zu nehmen. Ein Innehalten beim Gebet der Aussegnung kann auch für Einsatzkräfte entlastend sein. Diese Geste kann die Würde auch in einer solchen Situation noch wahren.

Nachbereiten
1. Gespräch auf der Wache: Besonders bei grausamen Verletzungen und tödlichem Ausgang sollte das Gespräch aufgesucht werden, um die Notwendigkeit einer Einsatznachbereitung zu klären und kirchliche Anerkennung für die geleistete Arbeit zu zollen. Auch für die Seelsorgenden kann es hilfreich sein, nochmals über die Situation ins Gespräch zu kommen.
2. Übergabe: Da Unfälle auch außerhalb der eigenen Parochie geschehen, sollte das zuständige Gemeindepfarramt mit möglichst vielen Informationen benachrichtigt werden, um eine gute weitere Begleitung zu gewährleisten.

## Geschichte

### Vorgeschichte
Zum Selbstverständnis der christlichen Kirchen gehörte von Beginn der Kirchengeschichte an, die aktive Hilfe für leidende Menschen als genuine Aufgabe anzusehen (bis heute in Form von Caritas und Diakonie). Entsprechend war die humanitäre Tätigkeit der großen Hospitalorden des Mittelalters, etwa der Johanniter oder der Malteser, gleichermaßen auf seelsorglich-psychische wie auf fachpraktisch-medizinische Betreuung ausgerichtet. Als beispielgebende Heilige sind etwa Martin, Franziskus, Hildegard und Elisabeth zu nennen.
Sakramentale Handlungen, wie etwa die Letzte Ölung durch einen Priester (heute „Krankensalbung“), war jahrhundertelange Sitte und ist bis heute üblich. Auch eine letzte Eucharistie-Feier oder ein letztes Abendmahl mit Sterbenden ist hier zu nennen.
In evangelischen Kirchenordnungen des 16. Jahrhunderts findet sich die Anweisung für Pfarrer, dass sie allezeit bereit sein sollen, Kranken und Sterbenden mit Gottes Wort und Abendmahl zu stärken und zu trösten. Erste Ansätze zu einer organisierten Notfallseelsorge finden sich in den Generalartikeln des Herzogtums Pfalz-Neuburg von 1576, in der haupt- und ehrenamtlicher Beistand (ausgeübt sowohl von Männern als auch von Frauen) mit Notleidenden angeordnet wird.
Als Vorgänger der Notfallseelsorge können Katastrophenseelsorge und Unfallfolgedienst genannt werden. Uwe Rieske nennt in den 70er Jahren exemplarisch das Attentat auf die israelische Mannschaft bei den olympischen Spielen (1972) und das Tanklastzugunglück von Tarragona (1978) als erste Anfänge und Auslöser von Notfallseelsorge.

### Organisierte Notfallseelsorge ab Ende des 20. Jahrhunderts
Eine spezielle seelsorgliche Betreuung der Rettungsdienste gab es jedoch bis Ende des 20. Jahrhunderts nicht in organisierter Form. Die Gründung der Arbeitsgemeinschaft Seelsorge in Feuerwehr und Rettungsdienst im Jahr 1990 ging auf Initiative einzelner Pfarrer zurück, die gleichzeitig in Rettungsdiensten tätig waren. Im Jahr 1991 entstanden die ersten Notfallseelsorge-Systeme, in denen Seelsorger von den Rettungsorganisationen und von der Polizei zu Einsätzen alarmiert werden konnten.
Auf den Bedarf psycho-sozialer Betreuung in Notfällen wurde kurz darauf auch von manchen Rettungsdiensten selbst reagiert und es entstanden ähnliche Einrichtungen der Rettungsdienste ohne den seelsorglichen Ansatz, zuerst 1994 beim Arbeiter-Samariter-Bund in München (siehe dazu Krisenintervention im Rettungsdienst).
Die Kasseler Thesen wurden auf der Tagung der Bruderhilfe-Verkehrsakademie in Kassel am 5. Februar 1997 vorgelegt. Sie beschreiben die gemeinsamen Essentials der unterschiedlich organisierten und geprägten Notfallseelsorgedienste. Die 1. Hessische Fachtagung für Notfallseelsorge und Krisenintervention fand am 14. November 1998 ebenso wie die zweite am 29. Mai 1999 in Weilburg statt; die dritte Tagung folgte am 11. März 2000 in Obertiefenbach (Beselich) im Landkreis Limburg-Weilburg.
Einer breiteren Öffentlichkeit wurde die Arbeit der Notfallseelsorge durch das ICE-Unglück von Eschede im Juni 1998 bekannt. Hier waren zahlreiche Notfallseelsorger im Einsatz, um Überlebende, Angehörige und Rettungskräfte zu betreuen, worüber auch in den Medien berichtet wurde.
Die Kasseler Thesen wurden durch die Hamburger Thesen aktualisiert und verabschiedet von der Konferenz Evangelische Notfallseelsorge auf der Tagung der Bundeskonferenz in Hamburg am 12. September 2007.
Zunehmend wird auch die Einbeziehung von Muslimen in der Notfallseelsorge angestrebt. So führt beispielsweise die Christlich-Islamische Gesellschaft in Verbindung mit der Evangelischen Kirche im Rheinland seit 2009 Ausbildungskurse für muslimische Notfallseelsorger durch. Die Ausschreibungen für diese Ausbildung finden eine große Zahl von Interessenten.
Auch Gedenkveranstaltungen stellen ein Gebiet der Notfallseelsorge dar. Beispiele hierfür sind die Gedenkveranstaltung 2011 im Duisburger Fußballstadion zum Loveparade-Unglück (2010) oder die Begleitung von Menschen, die Unglücksorte des Tsunamis in Thailand aufsuchen.
Bundesweit gibt es 2019 etwa 7.500 Notfallseelsorger und Mitglieder von Kriseninterventionsteams, die jährlich bei 25.000 akuten Notfällen Opfern, Hinterbliebenen und anderen Betroffenen helfen.

## Empirische Beobachtungen

### Ergebnisse aus Interviews
Kremer untersuchte die Notfallseelsorge empirisch anhand von Interviews. Er hält verschiedene Ergebnisse daraus fest:
- Die Fremdwahrnehmung der Notfallseelsorge durch Rettungsdienste, Polizei und Feuerwehr pendelt zwischen „hervorragende Ergänzung“ und „Lückenfüller“. Festzuhalten ist jedenfalls, dass die Notfallseelsorge in diesen Bereichen benötigt wird, um ihr Funktionieren zu gewährleisten.
- Es gibt Betroffene, die der Notfallseelsorge erst kritisch gegenüberstehen, dann aber nach einiger Zeit rückblickend ihre Meinung revidieren. Neben der expliziten seelsorgerlichen, rituellen Intervention spielt vor allem die Anwesenheit eine entscheidende Rolle.
- Pfarrpersonen können dazu tendieren, die eigene Professionalität abzuwerten und die Wirksamkeit der transzendenten Dimension zu negieren oder zumindest gering zu schätzen. Die Motive von Pfarrpersonen und Ehrenamtlichen lassen sich nicht immer deutlich unterscheiden: Es spielen persönlich begründete, religiöse und altruistische Motive eine Rolle. Ein Alleinstellungsmerkmal pfarramtlicher Motivation ist, dass seelsorgerliche Situationen im Gemeindealltag vermisst werden. Daneben sind das Erlernen einer „ars moriendi“ (Vorbereitung auf das eigene Sterben) und das Sammeln eines Erfahrungsschatzes in Grenzsituationen Ansporn zum Engagement. Überforderungsgefühle und Ängste vor den Situationen und dem Kontrollverlust können hingegen Hinderungsgründe sein.
- Es gibt verschiedene Stressfaktoren für Menschen, die sich in der Notfallseelsorge engagieren:
  - Rufbereitschaft: Die latente Bedrohung kann zu innerer Anspannung und Konzentrationsschwierigkeiten führen. Sie verträgt sich auch nicht immer gut mit der Terminplanung, Freizeit und sozialen Beziehungen.
  - Kontakt mit der Leitstelle: Stress entsteht durch Informationen, die zu falschen Vorstellungen der Situation führen. Wenn etwa die Notfallseelsorge alarmiert wird, aber dann doch nicht gebraucht wird, können Frust und Kränkung die Folge sein.
  - Fahrt zum Einsatzort und zurück: Die negativen Auswirkungen sind auf die Personen beschränkt, die ungern Auto fahren. Ansonsten kann die Hinfahrt zur spirituellen Vorbereitung dienen. Die Fahrt zu zweit kann psychohygienisch wirken, da man Gesprächsgelegenheit hat.
  - Begleitung bei Einsätzen: Wenn man zwischen häuslichen und außerhäuslichen Einsätzen unterscheidet, werden die häuslichen als weniger stressig empfunden. Vor Ort einer Einsatzleitung zu unterstehen pendelt zwischen dem Gefühl von Fremdbestimmung und dem Gefühl von Entlastung, da damit auch ein Stück weit Verantwortung abgegeben werden kann. Einsätze zu zweit wirken stressreduzierend. Einsätze mit Kindern und Personen, die man kennt, sind stressiger als andere. Verschiedene Tätigkeiten wie Protokollieren, Beten oder Ablenkungen können den Stress reduzieren.

### Gegenwärtige Bedingungen der Notfallseelsorge
Zippert nennt verschiedene gegenwärtige Bedingungen der Notfallseelsorge:
- Typisch ist weniger die Verdrängung des Todes, sondern die immer weitergehende Institutionalisierung und Professionalisierung in neuzeitlich westlich-abendländischen Gesellschaften.
  - Dahinter steht die Lebensauffassung, dass Leid nicht durch Natur, Schicksal oder Gott gegeben ist, um es auszuhalten und sich daran zu bewähren, sondern das Leid wird bekämpft. Weder der Zorn Gottes noch eine göttliche Prüfung sind Erklärungsmuster, sondern die Probleme sind da, um ausgeräumt zu werden.
  - Wegen der Institutionalisierung nimmt die Fähigkeit ab, Risiken für sich selbst zu bearbeiten. Die Angewiesenheit auf ein differenziertes System von Organisationen steigt.
- Verschiedene Risiken werden bekämpft und minimiert (kaum jemand in Westeuropa stirbt an Hunger, Kälte, Feuer Infektionskrankheiten, an den Folgen eines Raubüberfalls oder als Kind): Alles erscheint plan- und machbar, schon kleinste Unregelmäßigkeiten führen zu Irritationen und noch größerem Sicherheitsbedürfnis.
- Die Sensibilität für psychische Folgen traumatisierender Ereignisse ist gewachsen (posttraumatische Belastungsstörung als benennbares Krankheitsbild).
- Die Erwartung, für jeden Notfall staatliche effektive Hilfe zu erhalten, hat zugenommen. Die Hilfestellung wird weniger als gemeinschaftlich zu bewältigende Aufgabe wahrgenommen, sondern eher als Dienstleistung. Dementsprechend hat das Gefühl, an das Schicksal ausgeliefert zu sein, abgenommen – ebenso wie die Erwartung vom Schicksal getroffen zu werden. Dennoch wächst das Sicherheitsbedürfnis.
- Auch Menschen, die in Hilfs- und Sicherheitsorganisationen tätig sind, gibt es die Ambivalenz von Macht und Ohnmacht: Das Engagement ist möglicherweise durch Abenteuerlust und Spaß an Technik motiviert (moderne Form von Ritter- bzw. Rettertum; Macht), aber angesichts überwältigender Katastrophen bleibt nichts anderes übrig, eigene Beschränkungen hinzunehmen (Ohnmacht).
  - Das Gefühl der Macht kann sich in einem nüchternen Pragmatismus ausdrücken („Wir bekommen das in den Griff.“)
  - Das Gefühl der Ohnmacht kann Rechtfertigungs- und Schuldzuweisungsdebatten auslösen.
- Es scheint einen Anspruch auf Glück zu geben, mindestens 80 Jahre in Gesundheit, Frieden und Wohlstand samt Familie zu leben. Zudem soll sich alles immer weiter verbessern.
- Unsicherheiten und Zukunftsängste nehmen zu – sowohl in Bezug auf das eigene Leben als auch auf gesamtgesellschaftliche Entwicklungen
- Der Religion wird noch die Funktion der Kontingenzbewältigung zugeschrieben. Religion ist aber nicht nur Absegnen, sondern in ihr haben auch Klage, Wut, Zweifel, Angst und Ohnmacht ihren Raum.
- Privatisierung religiöser und weltanschaulicher Kommunikation

Für Zippert kommt dabei Folgendes zu kurz:
- Blick auf die Opfer und Solidarität mit ihnen
- Blick auf alternative, passive Handlungsmöglichkeiten: Geduld, Leiden-Können, Hoffen wider den Augenschein und über den irdischen Horizont hinaus
- Blick auf Gott, vor allem bezüglich seiner vernachlässigten Seiten (der dunkle oder ferne Gott, der nicht in unseren Kategorien von „Gut und Böse“ aufgeht)

## Theologie der Notfallseelsorge

### Biblische und theologiegeschichtliche Bezüge
Rieske verweist zunächst auf das grundlegend christliche Verständnis, dass die Zuwendung Gottes allen Menschen gilt. Menschen seien auf Sicherheit, Vertrauen, Liebe usw. angewiesen, besonders in Unglücksfällen, die das Grundvertrauen infrage stellen. Mitarbeitende der Notfallseelsorge haben behutsam und angemessen ihre eigenen religiösen Ressourcen einzubringen. Dazu könne die Klage bzw. die Ermutigung zur Klage gehören, die sich besonders in verschiedenen Psalmen und dem Hiob-Buch findet. Die Not werde oft nicht verstanden, woran der Tun-Ergehen-Zusammenhang zerbreche. Der biblische Ort der Notfallseelsorge sei das Kreuz, an dem Jesus in seiner Muttersprache in Anspielung auf Ps 22,2 seine Gottverlassenheit beklagt (Mt 27,46), was auch eine Grunderfahrung in der notfallseelsorgerlichen Begegnung sei. Die Aufgabe der Mitarbeitenden sei, die Nähe Gottes gegen den äußeren Anschein durch mitaushaltende Präsenz zu verdeutlichen. Der pragmatisch orientierte Akuthelfer im Gleichnis vom Barmherzigen Samaritaner (Lk 10,25-37) agiert nicht allein, sondern bindet den Wirt in die Versorgung mit ein, wobei er zugleich an einer nachhaltigen Rekonvaleszenz interessiert bleibe. In der Erzählung des Blinden von Jericho (Mk 10,46-52) fragt Jesus zunächst nach dem Bedürfnis (Mk 10,51). Auch die Notfallseelsorgenden sollten nicht von einem Heilungseifer getrieben sein, sondern sich an der Frage nach dem Anliegen orientierten und die Lebenskräfte der Betroffenen aktivieren, ohne über sie hinweg oder an ihnen vorbeizugehen. Segen und Zuspruch (Jes 43,1) seien in der Notfallseelsorge unmittelbar präsent.
Vorläufer der Notfallseelsorge sind zunächst in der urchristlichen Diakonie zu finden, die dem Mangel in der Gemeinde abhelfen soll (Apg 4,34). Eine weitere Station sei die mittelalterliche Sterbebegleitung und „Sterbekunst“. Geht man weiter, so finden sich auch bei Luther (Sermon von der Bereitung zum Sterben) Anweisungen, was man angesichts des Sterbens zu berücksichtigen habe, nämlich eben nicht den Teufel, Dämonen oder Gericht vor Augen zu malen, sondern sich von solchen Bildern möglichst zu befreien. Der Kampf mit verdammenden Gedanken, etwa Schuld- und Selbstvorwürfe, spielen auch heute nicht selten eine Rolle. Diese gilt es, als Ausdruck von Trauer und Fassungslosigkeit anzunehmen und sie in den Rahmen der Notsituation einzuordnen, die einen zerbrechenden Lebens- und Sinnkontext darstelle.
Sammelt man die Bibelstellen bzw. biblische Motive, die im Zusammenhang theologischer Reflexionen der Notfallseelsorge auftauchen, so ergibt sich folgende Auflistung:
- Hirtenamt
  - Im Alten Testament: Hes 34: Schon für Martin Bucers „Von der wahren Seelsorge“ (1538) ist dies der Grundtext über das Hirtenamt.[25] Darüber hinaus ist noch Sach 11,16 zu nennen.[14]
  - Im Neuen Testament: Joh 10; Lk 15; 19,10[26]
- Tobit 1,16f: Begräbnis von Toten als Werk der Barmherzigkeit.[14]
- Sir 7,34f: Besuch von Trauernden als Werk der Barmherzigkeit.[14]
- Heilungsgeschichten Jesu: Sie zeigen, dass das Leiden nach Gottes willen nicht sein soll.[14]
- Mt 16,24: Neben die Tradition der Leidensbekämpfung tritt auch die Tradition der Leidensnachfolge, des Mit-Leidens und der Leidensmystik, wobei darauf verwiesen wird, sein Kreuz auf sich zu nehmen.[14]
- Mt 25,31-46: Das Gleichnis vom Weltgericht, bei dem Jesus sich mit den Nackten, Hungernden, Durstigen, Fremden, Kranken und Gefangenen identifiziert.[14] In jedem Menschen in Not begegnet Christus selbst.[21]
- Mk 10,46-52: Jesus fragt Bartimäus: „Was willst du, dass ich für dich tun soll?“. Diese Frage steht im Gegensatz zu einem Aktionismus, der sagt: „Ich weiß, was du jetzt brauchst!“[23]
- Lk 10,25-37: Die Erzählung vom Barmherzigen Samaritaner enthält den Auftrag, hinzugehen und dasselbe zu tun.[14] Es wird auch erzählt, dass die Geistlichen an dem Notleidenden vorbeiziehen. Auch heutigen Geistlichen stünde es gut an, wenigstens über die „mehr oder weniger barmherzigen“ Samaritaner nicht schlecht zu denken, wenn sie schon wegen anderer Termine die Notleidenden zurücklassen.[27] Der Silbergroschen kann als Einsatz von Ressourcen gedeutet werden und die Kooperation von Samaritaner und Wirt spiegelt die Kooperation verschiedener Akteure, die aufeinander abgestimmt sind.[9]
- Lk 22,42: Schon Jesus war bereit entsprechend dem Willen Gottes zu leiden, auch wenn es gegen seinen eigenen Willen war.[15]

### Theologische Begründung

Praktisch-theologisches zur Notfallseelsorge

Kremer versucht eine hermeneutisch reflektierte theologische Gesamtperspektive grundsätzlicher Art. Dabei sind ihm drei Blickwinkel besonders wichtig:
1. Kirchleitende Perspektive
2. Poimenische Perspektive
3. Pastoraltheologische Perspektive

Zu 1. (Kirchenleitende Perspektive): Hierbei gehe es um die Frage, warum die Kirchen sich (immer noch) in der Notfallseelsorge engagieren und welche Gründe gegen ein Ablegen dieser Aufgabe sprechen. Solidarität ist für Kremer hierbei der Schlüsselbegriff, nämlich Solidarität
- mit der gesamten Öffentlichkeit bzw. Gesellschaft,
- mit Menschen in Not,
- mit Mitarbeitenden der Rettungsdienste, Feuerwehr, Polizei, THW,
- zwischen Pfarrerinnen/Pfarrern und zwischen Ehren- und Hauptamtlichen,
- mit Notfallseelsorgenden
- im ökumenischen Horizont

Nicht nur einzelne Personen (wie etwa eine Bürgermeisterin), sondern auch Institutionen werden daran gemessen, wie sie auf Krisensituationen reagieren. Auch die Kirche werde daran gemessen, ob sie sich mit Witwen, Waisen, Armen usw. solidarisiert, was daneben auch der Nächstenliebe entspreche. Notfallseelsorge repräsentiert also die Kirche in der Öffentlichkeit. Sie ist der politisch-gesellschaftlichen Dimension der Seelsorge. Auch die Rettungskette erwarte von der Kirche, dass sie als Anwältin der Betroffenen agiert, was zum Vertrauensvorschuss gehöre, den die Kirche nach wie vor genieße. Manchmal vertreten Pfarrpersonen andere, die ungern Notfallseelsorge übernehmen; aber andersherum übernehmen diese Pfarrpersonen nicht immer die Gemeindedienste der Notfallseelsorgenden. Insofern ist die solidarische Vertretungsgemeinschaft von Pfarrpersonen in der Umsetzung nicht ganz reibungslos.
Zu 2. (Poimenische Perspektive): Hierbei gehe es um die Frage, was Notfallseelsorge zur Seelsorge macht. Im Blick auf die Verortung der Notfallseelsorge möchte Kremer von „diakonischer Seelsorge“ sprechen, um die Trennung zwischen Diakonie und Seelsorge zu überwinden. Seelsorge sei nicht Sorge um die Seele des Menschen, sondern Sorge um den ganzen Menschen als Seele in seiner Bezogenheit auf Gott. Kennzeichnend hierfür seien vor allem drei Blickwinkel:
1. Gremien: Notfallseelsorgende werden durch einen offiziellen Akt mit der Seelsorge beauftragt (meist durch einen Gottesdienst und durch kirchenleitende Amtspersonen, wie etwa durch Bischöfe oder den Kirchenpräsidenten). Gremien beauftragen zur Seelsorge, deren Prinzip der Mitbetroffenheit durch Notfallseelsorge eine organisierte Form bekommt.
2. gelebter Glaube der Notfallseelsorgenden: Sie glauben an die Gegenwart Gottes auch in Notsituationen und stehen Menschen unabhängig von Position, Verdienst, Ehre Stand, Nationalität Religions- bzw. Konfessionszugehörigkeit usw. bei.
3. die Sicht der Einsatzkräfte und der begleiteten Personen: Seelsorge sei das, was im Nachhinein als wohltuende Begegnung gedeutet werden könne: „Das hat mir (meiner Seele/mir als Seele) gutgetan!“ Zum Beispiel könne sich die Situation durch die Notfallseelsorge geändert haben und Dank dafür empfunden werden.

Zu 3. (Pastoraltheologische Perspektive): Hierbei geht Kremer auf die Frage ein, ob Notfallseelsorge eine Spezialseelsorge (in Analogie zu Gefängnis- oder Polizeiseelsorge) sei – wovon die Ev. Kirche Hessen-Nassau (EKHN) z. B. ausgeht –, oder ob sie zur Gemeindeseelsorge gehöre – wovon die Ev. Kirche Kurhessen-Waldeck (EKKW) z. B. ausgeht. Kremer plädiert für Gemeindeseelsorge, weil 90 % der Einsätze im häuslichen Bereich stattfinden. Ausschlaggebend für die Definition von Gemeindeseelsorge ist für ihn die parochiale Grenze, also nicht der Inhalt, sondern die räumliche Eingrenzung. Auch wenn es sich um säkularisierte oder andersgläubige Betroffene handle, sei Notfallseelsorge eine Form von Gemeindeseelsorge, der es um die ganze (Dorf- oder Stadt-)Gemeinschaft gehe.

### Amtstheologie
Kremer unterscheidet zwischen dem allgemeinen und dem öffentlichen Amt:
- Das allgemeinen Amt gründet auf dem Priestertum aller Gläubigen, das für alle die Aufgabe der Kommunikation des Evangeliums impliziert.
- Das öffentliche Amt gründet auf der Ordination Geistlicher. Es unterscheidet sich vom allgemeinen Amt nicht hinsichtlich der Funktion (in beiden soll das Evangelium kommuniziert werden), sondern nur hinsichtlich der Öffentlichkeit, die durch die Ordination hergestellt wird: Das Handeln gilt allen und geschieht im Namen aller.

Nicht-ordinierte Ehrenamtliche in der Notfallseelsorge bekleiden nicht das öffentliche Amt der Verkündigung, sondern leisten einen seelsorgerlichen Dienst auf der Grundlage des Priestertums aller Getauften. Sie werden (zumindest in der EKHN) speziell ausgebildet, haben aber kein Zeugnisverweigerungsrecht, wenngleich sie der seelsorgerlichen kirchlichen Schweigepflicht und Amtsverschwiegenheit unterliegen (allerdings kann die Kirche nicht-ordinierte Ehrenamtliche nicht vor dem Zugriff ermittelnder Staatsorgane schützen, wodurch das Seelsorgegeheimnis strenggenommen nicht immer unbedingt gewahrt werden kann). Ehrenamtliche sind aufgrund der mangelnden Ordination und der fehlenden ordinationsähnlichen Rechte von hauptamtlichen Geistlichen amtstheoretisch zu unterscheiden.
Ohne das Ehrenamt ist Notfallseelsorge nicht denkbar. Das Ehrenamt in der Notfallseelsorge ist modern, insofern es zeitlich befristet, qualifiziert, ausgebildet, selbstbewusst, anspruchsvoll, selbstverantwortlich und wertgeschätzt ist. Dennoch gibt es ein Gefälle zwischen Haupt- und Ehrenamtlichen, was an kritischen Stimmen des Hauptamts gegenüber dem Ehrenamt veranschaulicht werden kann: fehlende Seelsorge-Erfahrung, zu kurze und ungenügende Ausbildung, Selbstüberschätzung, Grenzverletzungen. An diesen Punkten lässt sich aber durch verbesserte Ausbildung und Reflexion von Erfahrungen etwas ändern. Immer weniger Pfarrpersonen übernehmen die Rufbereitschaft, nicht zuletzt, weil sie sich aus persönlichen Gründen für die hoch belastende Arbeit an der Grenze des Lebens nicht geeignet fühlen. Wenn man selbst als „Professioneller“ schon Respekt vor der Aufgabe hat, traut man sie womöglich umso weniger anderen, Ehrenamtlichen zu. Dieses Gefälle sollte dadurch strukturell aufgehoben werden, dass im Idealfall immer Haupt- und Ehrenamt zu zweit zum Einsatz fahren und dabei in flexiblen Rollen nicht nach dem Prinzip der Subordination, sondern der Kollegialität agieren.
Die EKHN setzt auf die Freiwilligkeit von Pfarrpersonen, die Nfs zu übernehmen, wohingegen die EKKW zum Dienst in der Nfs verpflichtet (mit Möglichkeit auf Befreiung). In der EKKW gibt es Entlastungen (z. B. 1 Urlaubstag pro 1 Woche Rufbereitschaft), während die EKHN keine Entlastung oder Gratifikation bietet, wodurch es der EKHN schwerer fällt, flächendeckende Rufbereitschaft durch Pfarrpersonen zu gewährleisten.

„Das Angebot seelsorglicher Hilfe an andere Menschen ist ein Grundbestandteil des Seelsorgeauftrags der Kirche. Die Notfallseelsorge gewährleistet die Erreichbarkeit der Kirche für die seelsorgliche Begleitung von Menschen in Notfällen. Zur Wahrnehmung dieses Dienstes ist grundsätzlich jede Pfarrerin und jeder Pfarrer verpflichtet; sie gehört zum dienstlichen Grundauftrag der Pfarrerinnen und Pfarrer gemäß § 24 Absatz 1 des Pfarrdienstgesetzes der EKD. [§24,1: Pfarrerinnen und Pfarrer haben den Auftrag und das Recht, das Wort Gottes öffentlich zu verkündigen und die Sakramente zu verwalten. Sie sind berechtigt und verpflichtet zur Leitung des Gottesdienstes, zur Vornahme von Amtshandlungen, zur christlichen Unterweisung und zur Seelsorge.]“

Auch wenn die Nfs nicht verpflichtend zum Dienst von Pfarrpersonen gehört (wie in der EKHN), kann nicht von einem Ehrenamt gesprochen werden, da die Personen aufgrund ihrer Ordination, die Öffentlichkeit herstellt, nicht den Status als Hauptamtliche verlieren.
Es gibt Funktionspfarrämter für Nfs (Stand 2016 in der EKHN etwa mehr als dreifach so viele wie in der EKKW: 9,5 zu 3), die tendenziell dazu führen, dass andere Pfarrpersonen sich weniger gern freiwillig beteiligen. Durch die Einsätze können Vertrauensverhältnisse entstehen, die zu kleinen Gemeindebildungen führen können. Insgesamt ist das Funktionspfarramt der Nfs verglichen mit anderen Funktionspfarrämtern weniger attraktiv, weil Nfs belastend ist, sich in der Nfs zu dem Leid selten oder kaum Freude mischt und Kontakte kurz und wechselhaft sind. Außerdem lässt sich das Funktionspfarramt Nfs nur schwer mit Gemeindestellen kombinieren, Nfs ist nicht optimal an kirchliche Strukturen angepasst und führt zu Dauerstress, der wiederum zum Ausscheiden aus dem Dienst führen kann.
Ein pastoraltheologisches Problem besteht (zumindest in der EKHN) darin, dass Nfs innerhalb von Parochien agiert, die eigentlich einer anderen Pfarrperson zugeordnet sind. Besonders bei übergriffigen oder kritischen Einsätzen wird diese Verletzung der Parochialrechte problematisiert.
Eine höhere Wertschätzung des Pfarramts (etwa in lutherischer Tradition) insgesamt führt dazu, dass Nfs als Teil des Dienstes gesehen wird (z. B. EKKW). Daneben gibt es andere Traditionen (wie etwa die unierte), die sich mit der Begründung des Pfarramts schwerer tun (z. B. EKHN). Diese grundlegende Ausrichtung bringt verschiedene Vor- und Nachteile mit sich, wie etwa, dass die EKKW zwar bessere Zeit- und Flächendeckung erreicht, aber möglicherweise weniger innere Motivation von Pfarrpersonen zu erwarten ist, die zum Dienst verpflichtet werden. In der EKHN wird das Ehrenamt besonders geschätzt und gefördert und auch bei Pfarrpersonen die Freiwilligkeit betont, wobei durch die fehlenden Entlastungsregeln für Hauptamtliche doch die Motivation wieder senken kann. Insgesamt liegt noch Ausbaupotential in der interreligiösen und ökumenischen Zusammenarbeit. Nfs ist insofern attraktiv, dass sie öffentlichkeitswirksam ist und außerkirchliche Lernorte für Mitarbeitende der Kirche eröffnet.
Auch an den Formulierungen der Ordinationsagenden lässt sich implizit erkennen, ob oder inwiefern das Pfarramt mit der Notfallseelsorge zu tun hat:

„In Gottesdienst, Seelsorge und Unterricht sollst du am Aufbau der Gemeinde mitwirken, für die Einheit der Kirche eintreten und zum Dienst in der Welt ermutigen. [...] Achte die Ordnungen unserer Kirche. Wahre die seelsorgliche Schweigepflicht und das Beichtgeheimnis. Hilf den Menschen, im Glauben dankbar zu leben und getröstet zu sterben. Gib keinen verloren. Tritt vor Gott und vor den Menschen für alle ein, die deinen Beistand brauchen. Nimm selbst Seelsorge in Anspruch und vertrau dich im Gebet Gott an. [...] Bist du bereit, die seelsorgliche Schweigepflicht und das Beichtgeheimnis zu wahren und denen Vergebung zuzusprechen, die im Glauben darum bitten? [...] Bist du bereit, Einsame und Kranke zu besuchen, Sterbenden beizustehen, Menschen in Notlagen zu helfen und für Frieden und Versöhnung zu wirken? [...] Bist du bereit, dich selbst im Glauben stärken zu lassen durch tägliches Beten und das Lesen der Heiligen Schrift, deine Kenntnisse zu vertiefen und für dich Seelsorge in Anspruch zu nehmen?“

Es ist zwar nicht so, dass man diese Dinge nur in der Notfallseelsorge verwirklichen kann, aber zumindest stellt die Notfallseelsorge ein mögliches Feld dar, in dem man diese Vorsätze umsetzen kann.

### Berufliche Rollen
Während es beim Amt um die theologische Begründung des Dienstes geht, handelt es sich bei der Frage nach den beruflichen Rollen um Vorstellungen und Erwartungen, die mit dieser Rollen verknüpft werden. Zunächst können drei Motive beobachtet werden, die zur Mitarbeit motivieren:
1. Altruismus: Man möchte anderen Leuten in Not uneigennützig helfen.
2. Dankbarkeit: Wenn Menschen eine herausfordernde Situation positiv überwinden konnten, kann es sein, dass sie diese persönlichen Erfahrungen ihrer Notsituation aus einem Gefühl der Dankbarkeit weitergeben möchten. Der Dank kann möglicherweise gegenüber Gott – bewusst oder unbewusst – empfunden werden und man möchte etwas Gutes zurückgeben. Wenn Menschen eine Mangelerfahrung machen, kann es zu Kompensationsbemühungen kommen, dass sie es beim nächsten Mal besser oder zumindest anders machen, was auch zu einem Engagement in der Notfallseelsorge führen kann.
3. ars moriendi („die Kunst des Sterbens“): Hierbei handelt es sich um eine Defizit- und Wachstumsmotivation in Bezug auf Tod und Sterben. Die Defizitmotivation ist, dass auch Pfarrpersonen den unverkrampften Umgang mit dem Tod verlernt haben (wie auch in der Hospizseelsorge beobachtet wird). Die Wachstumsmotivation ist, sich der Grenze des Lebens immer wieder zu nähern, um Erfahrungen für den Umgang mit dem eigenen Sterben zu sammeln.

Die Rollenerwartungen, die Notfallseelsorgende selbst haben oder die von anderen an sie herangetragen werden, können in den folgenden Bildern veranschaulicht werden:
- Seelsorger: Diese Rolle ergibt sich daraus, dass die Notfallseelsorge der Seelsorge zugeordnet werden kann (vgl. die poimenische Perspektive bei der theologischen Begründung).
- Vermittler: Dies ist die Rolle „auf der Schwelle“ zwischen Kirche und Gesellschaft: Religiöse Sichtweise und biblisches Menschenbild führen im besten Fall zu heilsamer Irritation und Korrektur der Perspektive von Rettungsdiensten und Polizei. Und die Notfallseelsorgenden öffnen sich und die Kirche für die Sichtweisen der anderen Organisationen. Darüber hinaus kann Notfallseelsorge im Idealfall zwischen Feuerwehr und Rettungsdienst (besonders bei den latenten Hierarchie-Problemen) sowie zwischen Einsatzkräften und Betroffenen vermitteln (als Advokatin der Anliegen).
- Helfer: Hierbei ist das altruistische Motiv maßgebend, die Hilfe kann seelsorgerlich und diakonisch sein. Die Gefahr hierbei ist, die Betroffenen nicht zu passiven, entmündigten Objekten der Hilfe werden zu lassen, sondern darum zu wissen, dass die Ohnmacht nicht nur die Betroffenen, sondern auch die Helfenden ergreift. Die Hilfe muss also dialogisch und auf Augenhöhe sein.
- Lotse: Ein Lotse bringt Erfahrung über ein bestimmtes Revier mit an Bord, besonders wenn es sich um flache, enge oder verkehrsreiche Gebiete handelt. Der Kapitän kennt Mannschaft, Schiff und Ladung. Notfallseelsorgende gehen auch „an Bord“ bei ihrem Einsatz, ohne dabei aber „das Ruder an sich zu reißen“. Sie führen nicht das Leben der Betroffenen, sondern es bleibt in deren Verantwortung – und gegebenenfalls ordnen sich die Lotsen den Schiffsführern unter. Aber die Lotsen bringen Erfahrung mit den Situationen mit und haben beratende Funktion. Die Begleitung ist begrenzt, weil man nach dem Passieren des schwierigsten Abschnitts wieder von Bord geht.
- Heilmacher: Die Notfallseelsorge übernimmt nicht medizinische Aufgaben, sondern kann Hoffnung auf Heilsein vermitteln. Dies gilt auch für Einsatzkräfte in Blaulichtgottesdiensten, in denen Kirche Segen und Anerkennung für die Arbeit zuspricht. Notfallseelsorge ist aber selbst involviert, weswegen das Bild präzisiert werden kann als „verwundete Heilmacherin“.
- Missionar: Es wird nicht nur der Kerngemeinde geholfen, sondern allen Menschen unabhängig von Gemeinde- oder Religionszugehörigkeit. Kirche wird hierbei öffentlich durch Medien wahrgenommen.
- Außenseiter oder Untergeordneter: In der Eigenwahrnehmung von Notfallseelsorgenden kann sich das Gefühl eines Außenseiter-Seins einstellen, besonders wenn man nicht genau weiß, wofür man im Einsatz da ist, während alle anderen eifrig beschäftigt sind. Im Gegensatz dazu steht, dass die Notfallseelsorge eine Lücke im Rettungsdienst schließt. Allerdings ist die Kommandostruktur unabdinglich, damit nicht alles im Chaos versinkt. Das erfordert eine Subordination von Pfarrpersonen unter die Einsatzleitung.

### Kirchentheoretische Einordnung
Eberhard Hauschildt ordnet die Notfallseelsorge im Spannungsfeld zwischen Zivilreligion, Auftrag der Kirche und Diakonie ein.
Aus sozialpolitischer Perspektive hat Religion eine öffentliche Relevanz, was im Konzept der Zivilreligion verdeutlicht wird. Religion stellt dabei eine mehr oder weniger anerkannte Ressource zur Krisenbewältigung dar. Die Gefahren dieser Perspektive sieht Hauschildt in der Herabstufung der Notfallseelsorge, die im Vorfeld zum „eigentlichen“ Handeln, nämlich dem medizinisch-therapeutischen, erfolgt. Sofern Religion dazu hilft, Menschen so schnell wie möglich wieder handlungsfähig zu machen und die gesamtgesellschaftliche Situation (z. B. durch Gedenkfeiern) zu beruhigen, passt sie zu einer Anthropologie der Leistungsoptimierung.
Aus kirchlicher Perspektive wird Kirche nicht allgemein „religiös“ tätig, sondern vordergründig christlich und zwar in konfessioneller Gestalt, auch wenn Bestrebungen zur ökumenischen Zusammenarbeit bestehen. Kirchliches Handeln ist geprägt durch den missionarischen Auftrag, Evangelium zu verkündigen, zu Jüngern zu machen und zu helfen – unabhängig von Kirchenmitgliedschaft. Mission und Diakonie bilden eine Einheit, wobei die diakonische Arbeit gegenüber Mission und Bekehrung mit der Zeit immer höher gewichtet wurde. Diakonie ist einer von verschiedenen Trägern sozialstaatlichen Handelns geworden. Notfallseelsorge ist eine diakonische Arbeit und auch einer von verschiedenen Trägern (z. B. PSNV) innerhalb des Sozialstaats, der sich auch seinen in Not geratenen Gliedern verpflichtet weiß. Kirche wird hierbei vorbildlich tätig in einem erweiterten Gemeindebereich an den Menschen, die Hilfe brauchen.
Aus soziologischer Perspektive ist Notfallseelsorge die Erfüllung staatlicher Aufgaben, Konkurrent auf dem Sozialmarkt und handelt aus wertorientierter Motivation. Das Spannungsfeld der Notfallseelsorge besteht aus den drei Sektoren Staat (politischer Bedarf an Zivilreligion), Markt (Großkirchen auf dem Markt der Religionen) und dem informellen Sektor Familie (sozial-religiöse Bewegung im Rahmen des deutschen Sozialstaatsmodells). Notfallseelsorge hilft da, wo diese Sektoren defizitär sind, z. B. weil der Staat zwar eine Notfallversorgung garantiert, aber die spirituellen Ressourcen weder in eigene Regie nehmen noch ignorieren kann. Und weil in der Familie der Umgang mit Not und Tod oft nicht eingeübt ist, kann die diakonisch ausgerichtete Notfallseelsorge hier einen Erfahrungsvorsprung haben. Notfallseelsorge überbrückt die Phase, bis das eigene soziale Netz der Betroffenen aktiviert wird.
Hauschildt geht von einer dreifachen Gestalt des Christentums aus: kirchliches, privates und öffentliches Christentum. Notfallseelsorge gehört zur öffentlichen Dimension, weil sie an öffentlichen Plätzen stattfindet (an allen Orten, wo Hilfe gebraucht wird – außerhalb der eigenen Kirchenmauern) und in den Medien wahrgenommen sowie von Rettungsdiensten geschätzt wird.
Zu den zukünftigen Herausforderungen zählt die Situation, dass manche Gebiete zum Großteil aus Menschen ohne Religionszugehörigkeit bestehen und andere Religionen (z. B. Islam) Größen annehmen, die nicht mehr unberücksichtigt bleiben dürfen.

### Theodizee: Warum lässt Gott das zu?
Hegger skizziert vier Umgangsweisen mit der Theodizee-Frage nach der Gerechtigkeit Gottes angesichts von Leiden:
1. Die Vereinbarkeit von Gott und Leid wird rational begründet.
2. Die Frage wird durch den Verweis auf das Mit-Leiden Gottes entschärft.
3. Die Aufgabe der Theologie besteht darin, die Frage anzunehmen und offen zu halten, weil es keine Antwort auf die Frage gibt.
4. Die Frage soll in Form von (An-)Klage vor Gott gebracht werden.

Zu 1) Augustinus versucht die Theodizee zu lösen, indem er den Leiden im gut geordneten Kosmos verschiedene Funktionen (Erziehung, Strafe, …) zuschreibt. Dabei wird Gott als guter Schöpfer entlastet und das Böse auf die Ursünde Adams zurückgeführt, der sie über die Erbsünde an alle weiteren Menschen vererbt hat. Thomas von Aquin unterscheidet immerhin zwischen Bewirken (Menschen) und Zulassen (Gott) von Leid. Aber auch er lastet Gott nichts an. Heutzutage finden sich ähnliche Gedanken bei Vertretern der Free-Will-Defense (z. B. Armin Kreiner): Gott lässt den Menschen den freien Willen (auch zum Bösen). Der Preis für diese Freiheit ist das Leiden. Auch Leibniz versucht das Theodizee-Problem auf augustinisch-thomanischer Grundlage rational zu erklären. Er hält dabei die Vorstellung von einem gut geordneten Kosmos aufrecht, da wir in der besten aller möglichen Welten leben. Hegger identifiziert als logische Schwachstelle den Punkt, dass Gott als Schöpfer die Letztverantwortung trägt, weil er den Menschen den freien Willen (auch zum Bösen) gegeben hat. Außerdem eigne sich ein theoretisches Denksystem nicht dazu, existentielle Fragen zu bearbeiten – dies wäre verharmlosend oder zynisch. Wenn man den Gottesglauben angesichts der Theodizee aufgibt, gelangt man zur Anthropodizee: Warum ist der Mensch so wie er ist? Wie kann er so böse handeln? Warum ist er teilweise so ohnmächtig in der Leidensbekämpfung? Besonders die Ohnmachtserfahrung kann aber wieder zur Frage nach Gott führen, indem die eigene Begrenztheit im Horizont des Geschöpf-Seins betrachtet wird.
Zu 2) Hier wird nicht so sehr die Schöpfung, sondern eher das Kreuzesgeschehen betont: In Jesus Christus gibt Gott sich selbst hin. Er hat dabei teil am Leiden. Aber nicht so, dass er es einfach verdoppeln würde, sondern so, dass er es überwindet (Auferstehung).
Zu 3) Es gilt, eine theodizee-empfindliche Praxis zu entwickelt, die sich einer theoretischen Antwort auf die Frage enthält und stattdessen sich für das Leiden anderer sensibilisiert und dagegen ankämpft. Wenn die menschlichen Möglichkeiten dabei an ihr Ende kommen, bleibt die Theodizee-Frage als eine angemessene Form der Gottesrede.
Zu 4) In der Anklage ist ein Vertrauen an Gott impliziert. Denn ich würde ihn nicht anklagen, wenn von ihm keine Überwindung des Leidens zu erhoffen wäre. Güte und Allmacht werden Gott in der Frage zugemutet, ansonsten würde man sie nicht an ihn richten. Ob die Form der Klage hilfreich ist und Trost spenden kann, können nur diejenigen beantworten, die vom Leid betroffen sind.

### Elemente des seelsorgerlichen Profils der Notfallseelsorge
Dittscheidt gliedert seine pastoralpsychologische Standortklärung in drei Punkte:
1. Die Frage nach „Seelsorge“ in der Notfallseelsorge
2. Elemente des Profils seelsorglichen Handelns in Notsituationen
3. Die pastorale Herausforderung: Seelsorge in komplexen Kontexten gestalten

Zu 1) Dittscheidt bestimmt Notfallseelsorge als eine diakonisch-seelsorgerliche Aufgabe, die er daher als diakonische Seelsorge versteht. Sie sei kirchliches Handeln, das an der Lebenswelt Einzelner und an der Gesellschaft interessiert ist. Der Euphorie in der Notfallseelsorgetheorie stehe der faktische zunehmende Rückzug von Hauptamtlichen aus Dienst- und Rufsystemen gegenüber.
Zu 2) Besonders wichtig sind für Dittscheidt die folgenden zwei personal-seelsorgerlichen Kompetenzen von Notfallseelsorgenden: Compassionskompetenz (Mit-Leiden) und mäeutische Kompetenz (Belebung der Glaubenswelt Anderer, die dabei maßgeblich im Zentrum stehen solle). Notfallseelsorge sei kirchlich-prophetisches Handeln im öffentlichen Raum und habe sich daher im Kontext von Psychosozialer Notfallversorgung zu verstehen. Kennzeichnen hierfür sei, dass Notfallseelsorge in einer multiperspektivischen Situation anschlussfähig sein müsse, aber gleichzeitig als originäres Angebot unterscheidbar bleiben müsse.
Zu 3) Die Überforderung, die mit der Notfallseelsorge für viele Haupt- und Ehrenamtliche einhergehe, ließe sich durch Ausbildung und Supervision nachhaltig abfedern. Persönliche Grenzerfahrungen wie Erschöpfung und Arbeitsüberlastung dürfen aber nicht dazu führen, weitere Dienstverpflichtungen aufzuerlegen, sondern müssen aus der Sicht von Dittscheidt schlicht akzeptiert werden. Dabei müsse es zu Prozessen neuer Identitäts- und Rollenfindung kommen, die die Möglichkeit eröffnen, eine Aufgabe (unter bestimmten Bedingungen oder auch gänzlich) aufzugeben.
Es sei aufgrund der unausgesprochenen Verwerfungen offensichtlich, dass eine Klärung des Notfallseelsorgedienstes nach wie vor ein innerkirchliches Desiderat ist.

### Notfallseelsorge bei Flüchtlingen

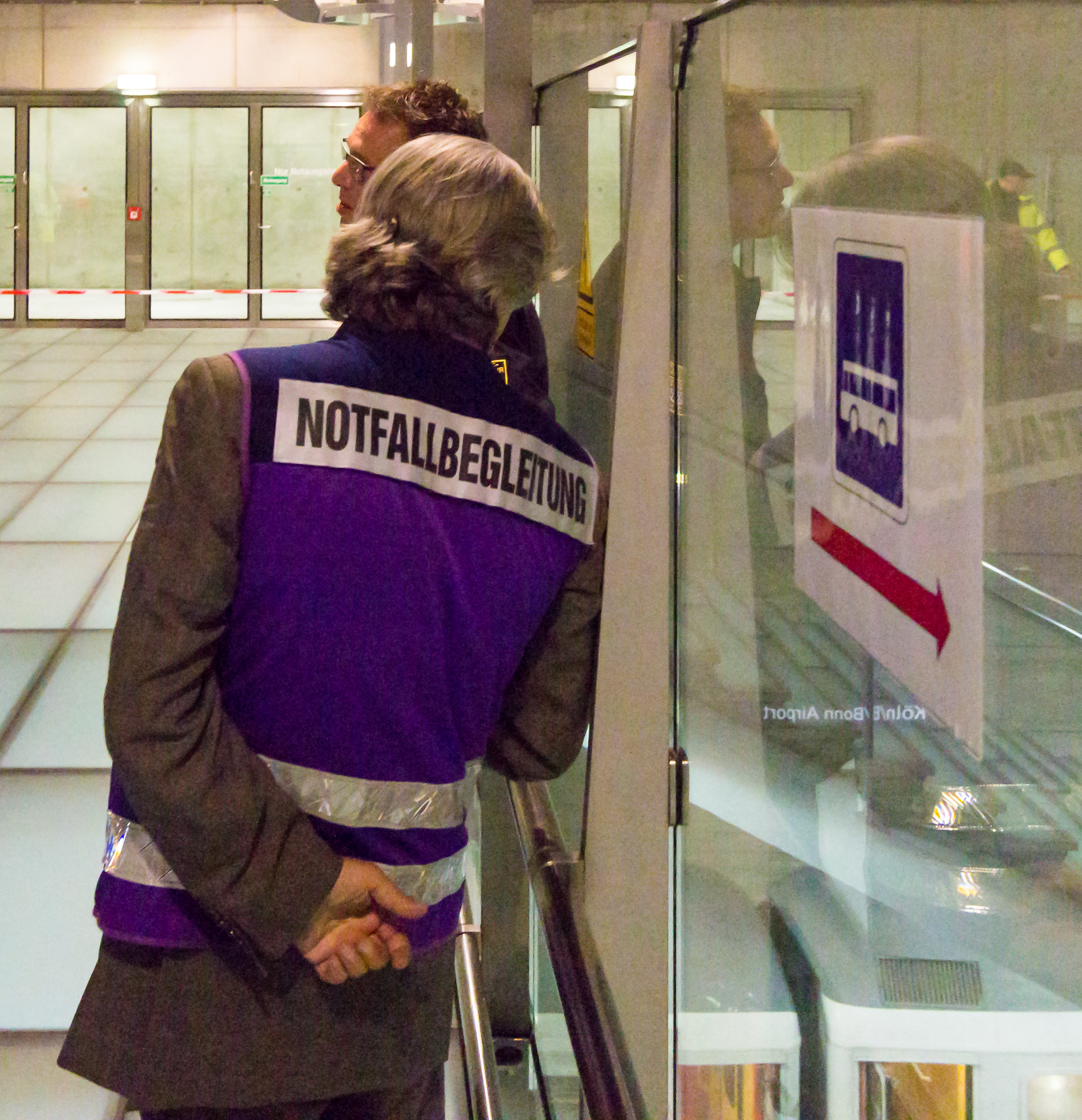
Notfallbegleitung

Boddenberg thematisiert an einem Beispielfall exemplarisch die besonderen Herausforderungen, die sich bei der Notfallseelsorge mit Flüchtlingen ergeben. Eine sehr große Barriere sei die Sprache, insbesondere, wenn sich nur schwer oder gar kein Dolmetscher finden lässt. Unabhängig von der Sprache könne Liebe und Respekt aber auch non-verbal kommuniziert werden. Was hinzukommen kann, seien mehrfache Traumata, das Erleben von Tod, Folter, Mord, Vergewaltigung usw., besonders bei Flüchtlingen aus (Bürger-)Kriegsgebieten. Lange Reisen, in großen Strecken zu Fuß oder auf unsicheren Bootsfahrten, Aufnahmeschwierigkeiten usw. gehören oft zu den biografischen Hintergründen, die die Personen mitbringen. Damit verbunden sind viele Wunden, Ängste und Hoffnung auf ein besseres Leben. Wenn eine solche Person einen Notfall erlebt, wie etwa den Tod des eigenen Kindes, dann könne der Umgang mit dem Toten sehr stark abweichen. In dem Beispielfall wurde eine Zurückführung der Seele durch Tanzen, Singen und Berühren des Verstorbenen versucht. Als dies scheiterte, setzte minutenlanges Weinen und Klagen ein, das sich ins Schreien steigerte. Für diese Bräuche sei bei Polizei und Pflegepersonal wenig Verständnis da gewesen. In Deutschland ist eine Distanz von der Leiche üblich, zumindest bis die Kriminalpolizei ausschließen kann, dass es kein Mord war. Es erweise sich also als besondere Herausforderung, angesichts der kulturellen Unterschiede Wege der gemeinsamen Trauer zu finden.

### Notfallbegleitung von Muslimen für Muslime
Müller-Lange hält es für die grundsätzliche Aufgabe von Notfallseelsorge, nachhaltige Entlastung zu gewährleisten. Wenn bei Einsätzen Muslime betroffen sind, so könne auch dann Beistand von christlichen Seelsorgenden geleistet werden, allerdings seien Gebete und Rituale weniger sinnvoll. Besonders in städtischen Ballungsräumen von Migranten wachse das Bedürfnis nach muslimischen Ansprechpartnern. Obwohl es keine dem Christentum vergleichbare ausgeprägte Seelsorge-Kultur im Islam gebe, so gehöre es aber durchaus zu den Pflichten von Imamen und Angehörigen, Sterben und Tod mit Koranrezitation und dem Glaubensbekenntnis (telkin) zu begleiten. Auch DITIB verweise auf die Notwendigkeit von Seelsorge für Muslimen von Muslimen. Durch den gesellschaftlichen Wandel seien nachbarschaftliche und verwandtschaftliche Hilfe nicht mehr selbstverständlich. Dadurch werde die Begleitung durch speziell dafür Ausgebildete notwendig.
Müller-Lange beobachtet eine zunehmende Bereitschaft besonders von Laien, für andere Migranten da zu sein. In einem fremden System von Rettungsdiensten, Polizei usw. können Personen mit derselben Muttersprache besser Halt vermitteln als Menschen, die weder die Muttersprache der Betroffenen sprechen, noch mit den Ritualen vertraut sind. Eine Herausforderung für christliche Notfallseelsorgende bestehe darin, die genaue Religionszugehörigkeit der Betroffenen zu identifizieren, um dann aus der Vielfalt verschiedener muslimischer Gruppierungen die richtige Ansprechperson nachzualarmieren. Trotz der hohen Bereitschaft hinsichtlich einer Ausbildung zur Notfallbegleitung seien die Zahlen für eine flächendeckende Rufbereitschaft noch zu gering.
Aus interreligiöser Perspektive verweist Müller-Lange noch darauf, dass besonders in Katastrophenfällen stets Menschen aus verschiedenen Kulturen und Religionen betroffen sind. Dabei sei auch zu beobachten, dass Menschen aus unterschiedlichen Kulturen ähnlich auf extreme Ereignisse reagieren, was sich psychologisch als „akute Belastungsreaktion“ oder „posttraumatische Belastungsstörung“ beschreiben lasse. Die Notfallseelsorge sei für diese Bereiche ein erfahrener und weltoffener Gesprächs- sowie Aktionspartner.

## Juristische Aspekte

### Verschwiegenheitspflicht
Auch wenn in der Praxis nur selten Notfallseelsorgende von juristischen Vorschriften betroffen sind, so kommen zumindest folgende Gesetze infrage:
Geistliche haben weder die Pflicht, zu schweigen (§ 203 StGB nennt keine Geistlichen), noch die Pflicht, sich an Polizei oder Staatsanwaltschaft zu wenden. Das staatliche Gericht hat nicht zu prüfen, ob ein Geistlicher gegen eine mögliche innerkirchliche Verschwiegenheitspflicht verstößt.
Darüber hinaus gilt:

„(2) Ein Geistlicher ist nicht verpflichtet anzuzeigen, was ihm in seiner Eigenschaft als Seelsorger anvertraut worden ist. ...
Die berufsmäßigen Gehilfen der in Satz 2 genannten Personen und die Personen, die bei diesen zur Vorbereitung auf den Beruf tätig sind, sind nicht verpflichtet mitzuteilen, was ihnen in ihrer beruflichen Eigenschaft bekannt geworden ist.“

„(1) Zur Verweigerung des Zeugnisses sind ferner berechtigt
1. Geistliche über das, was ihnen in ihrer Eigenschaft als Seelsorger anvertraut worden oder bekanntgeworden ist;“

„(1) Den Berufsgeheimnisträgern nach § 53 Absatz 1 Satz 1 Nummer 1 bis 4 stehen die Personen gleich, die im Rahmen
1.
eines Vertragsverhältnisses,
2.
einer berufsvorbereitenden Tätigkeit oder
3.
einer sonstigen Hilfstätigkeit
an deren beruflicher Tätigkeit mitwirken. Über die Ausübung des Rechts dieser Personen, das Zeugnis zu verweigern, entscheiden die Berufsgeheimnisträger, es sei denn, dass diese Entscheidung in absehbarer Zeit nicht herbeigeführt werden kann.“

Da Ehrenamtliche keine Geistlichen sind, gilt für sie § 138 StGB (geplante Straftaten müssen möglichst verhindert werden oder es ist eine Anzeige zu machen). Für Ehrenamtliche gilt Straflosigkeit nur als Berufshelfer von Geistlichen. Die Straffreiheit der Geistlichen beruht auf der Überzeugung des Gesetzgebers, dass Geistliche auch ohne zwangsläufige Anzeige alles in ihrer Macht stehende tun, um drohende Verbrechen zu verhindern.
Vom umfassenden Schweigerecht des Geistlichen kann der Betroffene ihn nach staatlichem Recht befreien. Aber auch ohne eine solche Entbindung macht sich der Geistliche nicht strafbar, wenn er ein fremdes Geheimnis offenbart. Differenzierter bewertet das innerkirchliche Recht ein solches Vorgehen. So werden auch Ehrenamtliche der Notfallseelsorge im Bereich der evangelischen Kirche mit einem „besonderen Auftrag zur Seelsorge“ betraut. Sie unterliegen dem Seelsorgegeheimnis und darüber hinaus aber auch dem besonderen Beichtgeheimnis. Letzteres ist „unverbrüchlich“, sodass eine Befreiung durch den Betroffenen nicht möglich ist.
Falls ein Seelsorger, der Nicht-Geistlicher ist, in die Situation kommt, dass jemand kurz davor ist, ihm etwas anzuvertrauen, kann darauf hingewiesen werden, dass ein Zeugnisverweigerungsrecht nicht eindeutig besteht (da ein selbstständig agierender Seelsorger kaum als Gehilfe anzusehen ist).

### Straßenverkehrsrecht
Notfallseelsorger sind Einsatzkräfte in einem akuten Notfall, es ist allerdings umstritten ob diese bei der Fahrt zum Einsatzort auch Sonderrechte in Anspruch nehmen dürfen. Ihre Tätigkeit hat nach § 35 StVO üblicherweise keine ausreichende zeitkritische Dringlichkeit, um diese pauschal zu rechtfertigen. Gleichermaßen mag deren Notwendigkeit in seltenen Fällen, wie bei der Abwendung eines drohenden Suizids, geboten erscheinen. Aber insbesondere die Inanspruchnahme der Rettungsgasse bei Verkehrsunfällen ist ein häufiger auftretender Konfliktfall. Daher sind Notfallseelsorger in der Praxis oft auf die Mitnahme durch dafür (unbestritten) berechtigte Fahrzeuge angewiesen. Die psychosoziale Notfallversorgung ist Teil des Katastrophenschutzes, dem (bei gebotener Dringlichkeit) nach § 35 StVO explizit Sonderrechte zustehen. Daher ist die Beantragung einer Ausnahmegenehmigung für Notfallseelsorger nach § 70 StVZO grundsätzlich möglich, wird von den zuständigen Behörden vor Ort jedoch sehr unterschiedlich bewertet.

## Logo
Der rote Kreis im Logo der Notfallseelsorge steht für die Welt mit ihren Nöten, seine Farbe symbolisiert das Blut der Opfer. Vor dem Kreis steht das Sternenkreuz als Symbol aller Christen und Zeichen der Hoffnung. Das Sternenkreuz reicht über den Kreis hinaus in den blauen Bereich, der für den Himmel steht, um zu verdeutlichen, dass auch der christliche Glauben über diese Welt hinausreicht. Das Logo ist rechtlich geschützt.